# Biophytum fruticosum
Biophytum fruticosum là một loài thực vật có hoa trong họ Chua me đất. Loài này được Blume mô tả khoa học đầu tiên năm 1825.